# サンタマリア号乗っ取り事件
サンタマリア号乗っ取り事件（サンタマリアごうのっとりじけん）は、1961年1月22日、カリブ海を航行中の当時ポルトガル最大級の豪華客船サンタ・マリア号（pt:N/T Santa Maria）が約600名の船客及び300名以上の乗員と共にカルロス・エンリケ・ガルバン (pt:Henrique Galvão) 大尉に率いられた24名の武装集団にハイジャックされた事件。
独裁政権エスタド・ノヴォへの反抗を目的としていた。
事件では、当直中の士官1名が殺害されたほか、数名の乗員が負傷した。乗っ取り後、アフリカへの逃亡を試みたのち、交渉を経て最終的にブラジルへの入港と乗っ取り犯のブラジル亡命が認められた。
なお、本件は1958年署名の公海に関する条約の発効前ではあるが、上述の政治的な目的を有した行為であり、国際法上の海賊行為にあたるのかが問われた。